# Sternritter
Sternritter (星十字騎士団 (シュテルンリッター Sternritter?) shuterun rittā, Alemán para "Caballeros de las Estrellas. Es una rama militar especial en el Wandenreich Consta de 21 miembros vistos hasta ahora que están vestidos con abrigos largos con una cruz quincy grande en la espalda.Los Miembros del Stern Ritter Al parecer, son clasificados por letras, que indica el epíteto dado por su líder que hace referencia a alguna habilidad representativa del Quincy (ejemplo, Driscoll Berci es el Stern Ritter O "the Overkill"), aunque se desconoce si esto es indicativo del rango que ocupa cada miembro dentro del grupo. 

## Sternritter A

### Quincy: Ishida Uryuu
Sternritter A (The Antithesis). Autoproclamado como el último Quincy y nombrado por Yhwach como su sucesor otorgándole la letra A, es uno de los compañeros de clase de Kurosaki Ichigo y el alumno más aventajado de todo su curso. Aunque su nombre es Uryū, todos los personajes a excepción de sus propios familiares, Ganju y Pesche se refieren a él como Ishida durante toda la serie.

## Sternritter B

### Quincy: Jugram Haschwalth
Sternritter B (The Balance). Tiene una posición más alta que la de Luders o Ebern, ya que se le ve hablando con Yhwach de una manera mucho más informal que cualquiera de ellos. Aun así, se demuestra que es muy respetuoso y leal a su líder. Demuestra una personalidad muy seria y casi estoica ante cualquier situación, además de ser muy analítico con respecto a las emociones o estados de ánimo de los demás. Aunque durante el combate de Yhwach e Ichigo Kurosaki se preocupó por la vida de este último.

## Sternritter C

### Quincy: Pernida Parnkgjas
Sternritter C (The Compulsory). 

### Habilidad
Compresión:
The Compulsory (強制執行 (ザ・コンパルソリィ), Za Konparusorī ?, Inglés para El Obligatorio, Japonés para Ejecución Obligatoria): Con sólo mirar a un blanco, Pernida libera una especie de niebla desde su manto que causa un colapso bruscamente hacia el interior, dañando gravemente en el proceso al oponente. El uso de este poder era capaz de aplastar el cuerpo de uno de los soldados gigantes del Rey Espíritu en un instante, así como condensar el cadáver del falso cuerpo de Senjumaru Shutara en una bola compacta. Al utilizar este poder, la forma de la cabeza de Pernida se distorsiona temporalmente, aumentando de tamaño.

## Sternritter D

### Quincy: Askin Nakk Le Vaar
Sternritter D (The Death Dealing). Por el momento se desconoce una gran parte de la personalidad de Nakk Le Vaar, pero ha mostrado ser una persona un tanto sarcástica a la hora de dirigirse a los demás, tal parece que Nakk tiene respeto hacia Jugram, puesto que interrumpió la discusión que este último sostenía con Bazz-B y no tardó en recordarle a Jugram que pelearse entre sí sólo les causará problemas. También ha mostrado ser muy inteligente y saber mucho sobre el Wandenreich, pero en cambio, no le gusta que la gente no le preste atención. Se muestra como alguien ciertamente amanerado, realizando movimientos donde sus manos y labios se mantienen en constante movimiento. Parece ser bastante inteligente al darse cuenta de que para su situación era mucho más "eficaz" atraer a su oponente a las sombras en vez de ir a luchar a su territorio de luz.

### Habilidad
Manipulación de Dosis Letales:
The Deathdealing (致死量 (ザ・デスディーリング), Za Desudīringu ?, Inglés para "El Trato con la Muerte"; Japonés para "Dosis Letal"): es la habilidad especial de Askin que le fue otorgada por su Majestad. El poder consiste en introducir diferentes cantidades de sustancias en el cuerpo del enemigo a través de su propia sangre haciendo que sea fatal para el oponente. Tiene la desventaja de que a menos cantidad de sangre tenga el enemigo, menos probabilidades de matarlo con su habilidad; además de que el portador de dicha habilidad tiene la sensación de morir e inclusive siente lo que el oponente sufre con las sustancias ingresadas en su cuerpo.

## Sternritter E

### Quincy: Bambietta Basterbine
Sternritter E (The Explode). Bambietta es muy sádica y violenta, llegando a arrebatar una vida con mucha facilidad y sin mostrar ni una sola expresión de remordimiento. Algo que se deja en claro al ser capaz de matar a cualquier Shinigami que se cruce en su camino durante la primera invasión al Wandenreich, incluso parecía disfrutarlo. Según sus amigas del Wandenreich, Bambietta tiene el hábito de jugar con los subordinados varones y asesinarlos cuando está de mal humor. En el momento en que fue detenida por Sajin Komamura , Bambietta demostró ser algo orgullosa, pues no tardó en responder a las palabras desafiantes del Capitán e insultarlo arrogantemente.

### Habilidad
Reishi explosivo:
The Explode (爆撃(ザ・エクスプロード), Za · Ekusupurōdo ?, lit. Bombardeo o bien Ataque de Explosiones, Español para La Explosión): Es la habilidad única de Bambietta y por la cual se le fue concedida la letra E. A través de The Explode Bambietta es capaz de convertir en bomba y posteriormente causar su explosión a todo lo que su reishi impacte y por lo tanto éstas explosiones son casi imposibles de esquivar, durante la liberación de Quincy Vollständing es capaz de enviar esferas de reishi desde sus alas, explotando así al máximo su habilidad.
Bankai: Kokujō Tengen Myō'ō (anteriormente).

## Sternritter F

### Quincy: Äs Nödt
Sternritter F (The Fear). e desconoce prácticamente todo acerca de la personalidad de Äs, no obstante durante la invasión del Wandenreich a la Sociedad de Almas, se mostraba totalmente impasible, con tranquilidad y sin sentimientos mientras asesinaba a todos los Shinigami que se encontraba.
Con una inexpresividad que recuerda a Byakuya Kuchiki y Ulquiorra Cifer, Äs Nödt a diferencia de los personajes antes mencionados, ha demostrado ser capaz de reaccionar de acuerdo a las situaciones que lo rodean, tales como impresionarse por el poder destructivo del Shikai de Byakuya, así como también sonreír burlonamente ante el mismo luego de robarle su Bankai.
Se podría decir que Äs disfruta con el hecho de infundir miedo a sus oponentes, ya que fue capaz incluso de perturbar el corazón del serio y sereno Capitán Kuchiki. Hacia el final de la lucha muestra una personalidad más cruel, al atacar repetidas veces a su rival sin dejarle caer, disfrutando de esa tortura.

### Habilidad
Manipulación del Miedo.

## Sternritter G

### Quincy: Liltotto Lamperd
Sternritter G (The Glutton). A pesar de su apariencia, Liltotto parece ser una persona que no duda en decirle las cosas en la cara a los demás, como se demuestra al entrar a la habitación de Bambietta Basterbine e insultarla por su actitud. Ha demostrado ser una persona muy lista y saber exactamente todo sobre el enemigo al contrario de sus compañeras que desconocían con quien luchaban cuando se enfrentaron a Ichigo, también es muy directa e inteligente y muy calmada al momento de luchar contra un rival. Siempre está analizando y observando los movimientos y habilidades no sólo a sus rivales sino a sus propias compañeras, también es alguien muy persuasiva y siempre tiene algo importante que decir en el momento preciso, además es la cabeza líder del cuarteto de Quincy (Candice, Meninas y Giselle) con el que anda. Liltotto ha demostrado ser alguien fiel tanto a su Majestad como a sus compañeros Quincy, es porque ella odia la traición como lo que pasó con PePe al manipular a Meninas para enfrentarlas por lo que Liltotto lo mata.

### Habilidad
Devorar:
The Glutton (食いしんぼう(ザ・グラタン), Za · Guratan ?, Español para El Glotón): Al igual que los demás Sternritter, Liltotto posee una habilidad única y altamente poderosa. Esta consiste en devorar a sus oponentes modificando la forma de su boca a su antojo, a fin de que logre estirarse o extenderse para devorar a distancia. Hasta el momento solo se ha visto a Liltotto devorar cuerpos, por lo que se desconocen los límites de su habilidad.

## Sternritter H

### Quincy: Bazz-B
Sternritter H (The Heat). Bazz-B ha sido mostrado como un personaje bastante cruel, ya que no dudó en atacar a Kira cuando se abalanzó sobre él y aniquilar al resto de miembros que lo acompañaban. Además, no parece guardar respeto por sus superiores hasta el punto de enfrentarse a Jugram Haschwalth cuando reciben la noticia de que el sucesor de Yhwach va a ser Uryū Ishida. De personalidad irreverente y bastante impulsivo, Bazz-B no suele quedarse callado cuando está de desacuerdo con algo, y no duda en incluso desafiar las órdenes de Yhwach si el expresar su opinión lo requiere.

### Habilidad
Manipulación de la temperatura.
- Datos: Q56377278
- Multimedia: Sternritter / Q56377278